# 裴航

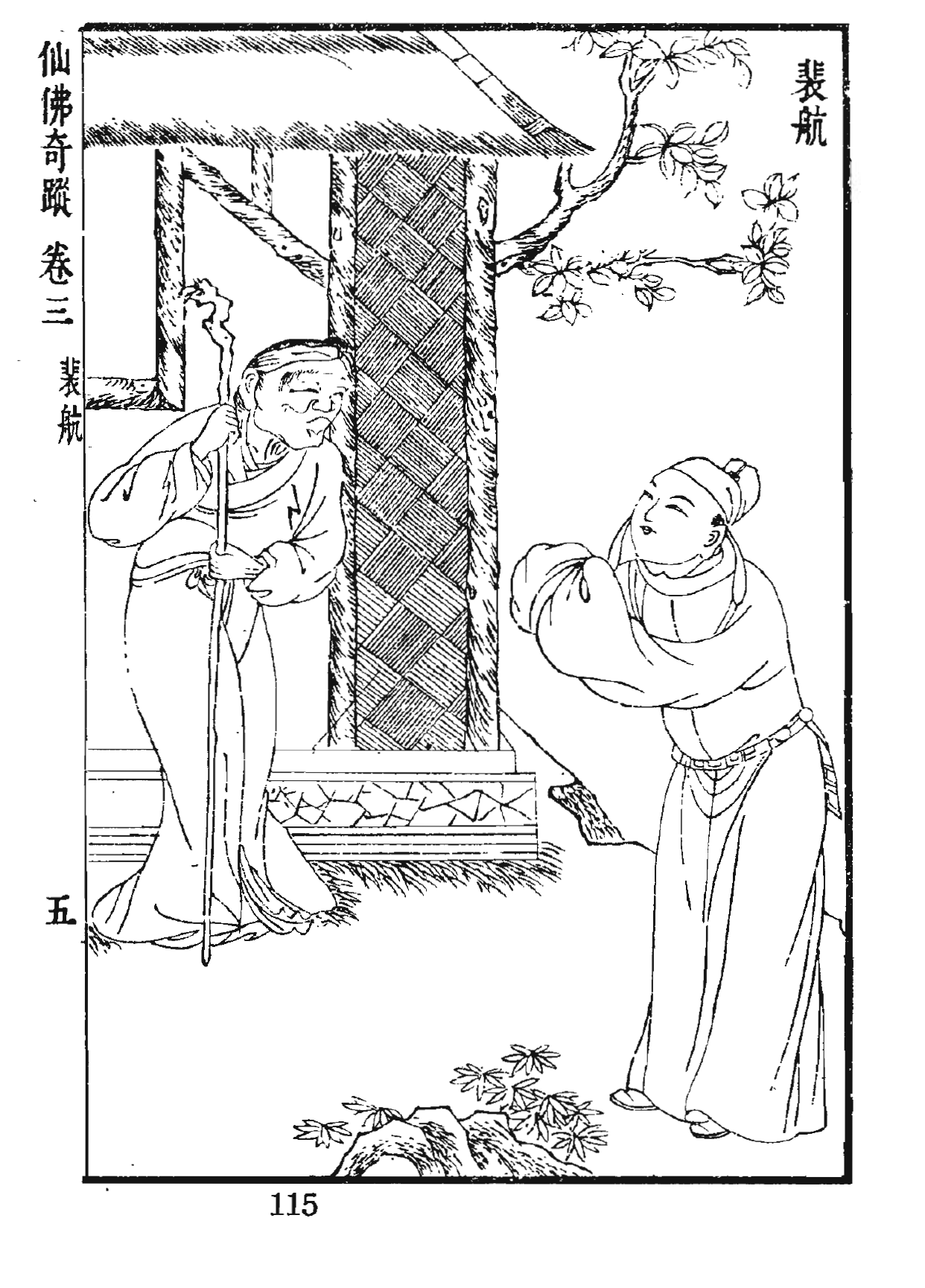
裴航

裴航是中国传说故事中的一个人物，最早出现在唐朝裴铏小说《传奇裴航》中。

## 本事

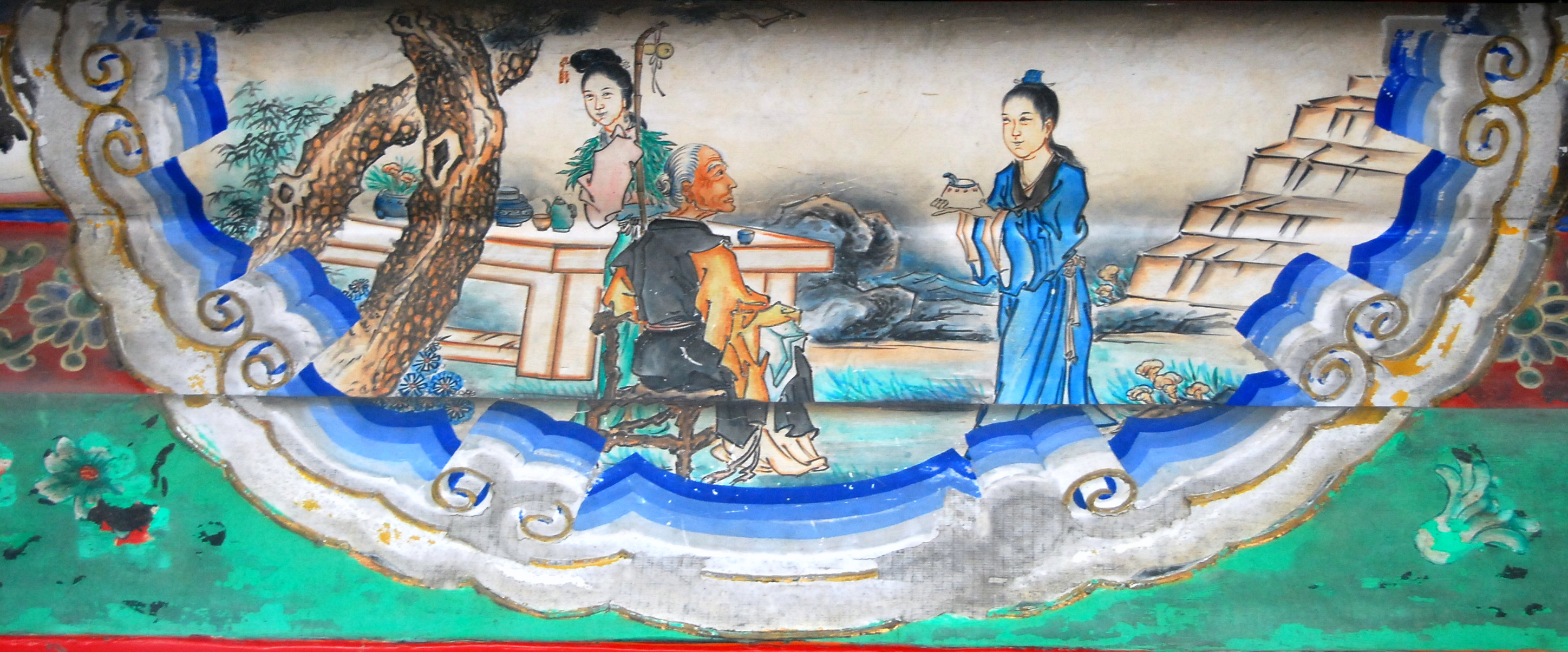
颐和园长廊彩绘中的蓝桥捣药故事

裴航是唐朝的一个秀才。一次坐船时，他向同船的美貌女子樊夫人用诗歌表达了倾慕之意。樊夫人回诗：“蓝桥便是神仙窟，何必崎岖上玉清。”然后就离开了。裴航不解其意。
之后某一天，裴航路经蓝桥驿，向路边茅草房中一位正在辑麻的老婆婆要水喝。老婆婆让孙女云英给他倒了一杯水。裴航看到姿容绝世的云英，便想娶她为妻。老婆婆要他用玉杵臼将一粒玄霜灵丹捣一百日，然后给她服下，以求长寿。裴航答应了老婆婆的要求，并定下百日之限。裴航回去后，费尽周折终于在虢州（今河南灵宝县）一个药铺倾其所有买下了玉杵臼，然后长途步行到蓝桥，日夜捣药。月宫中的玉兔被裴航的坚贞所感动，每天都来悄悄帮他捣药，老婆婆也受到感动，终于答应了婚嫁之事。
迎亲之日，樊夫人也来了，原来她是云英的姐姐。樊夫人在船上的回诗，就是在向他暗示这段姻缘。此后，裴航和云英美好的生活着，最后双双成仙升天。这个故事也常被叫做“蓝桥捣药”。“云英”则被当作意中人的代名词。宋元话本《蓝桥记》、元庚天锡《裴航遇云英》杂剧、明龙膺《蓝桥记》传奇、杨之炯《蓝桥玉杵记》传奇均以此为题材。